# San Martino (Burano)

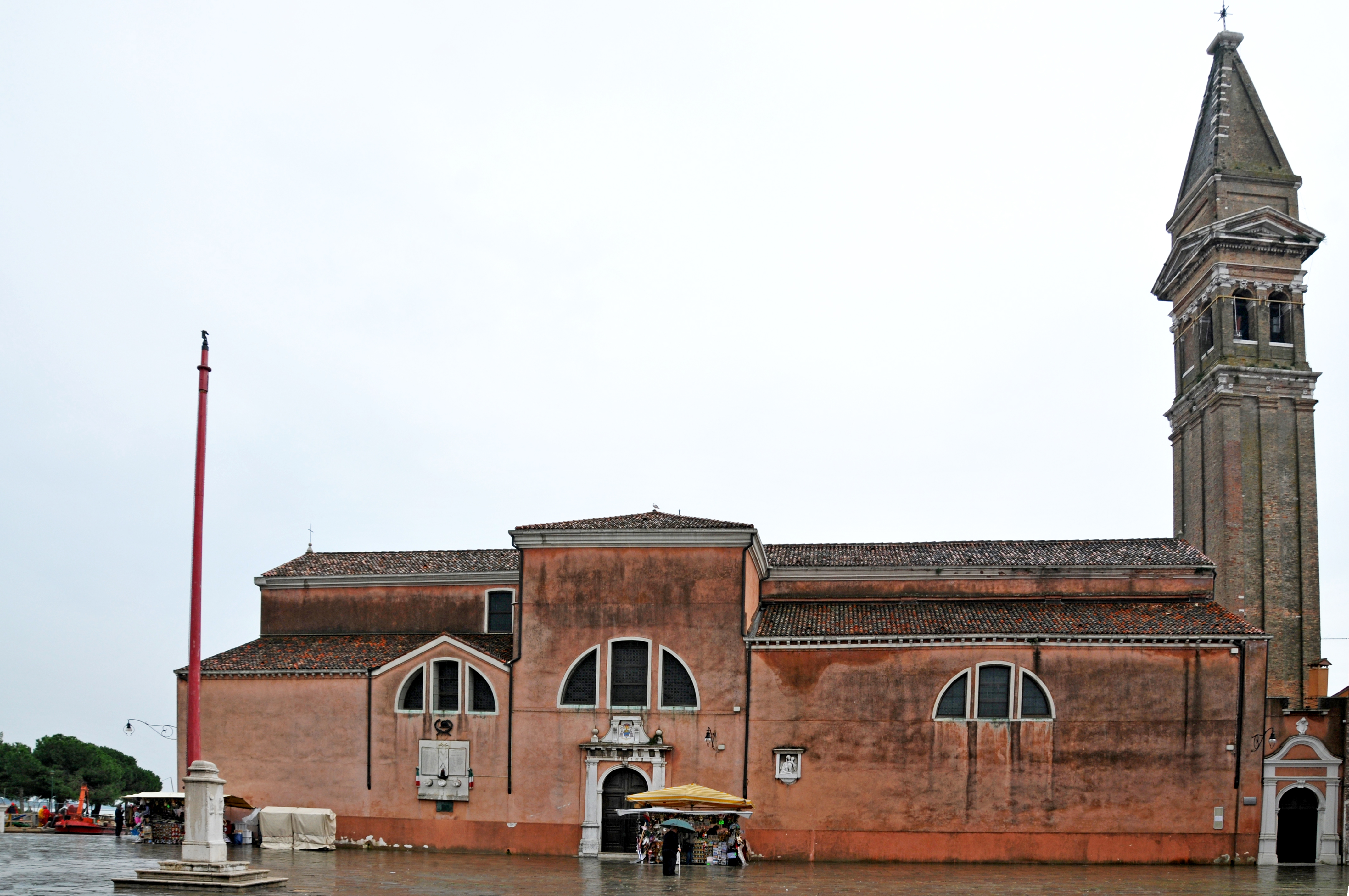
Die Kirche und der 53 m hohe Glockenturm (Campanile)

Die römisch-katholische Kirche San Martino befindet sich an der Piazza Galuppi auf der Insel Burano in der nördlichen Lagune von Venedig. Die Kirche, die zur Unterscheidung auch San Martino di Burano genannt wird, entstand im 16. Jahrhundert, blieb aber unfertig. Sie wurde nach Umbauten 1630 geweiht, während der, wie in Venedig üblich freistehende, jedoch schiefe Glockenturm in den Jahren 1703 bis 1714 fertiggestellt wurde und geradezu zum Symbol für die Insel geworden ist. Ihr Kirchenpatron ist Martin von Tours.

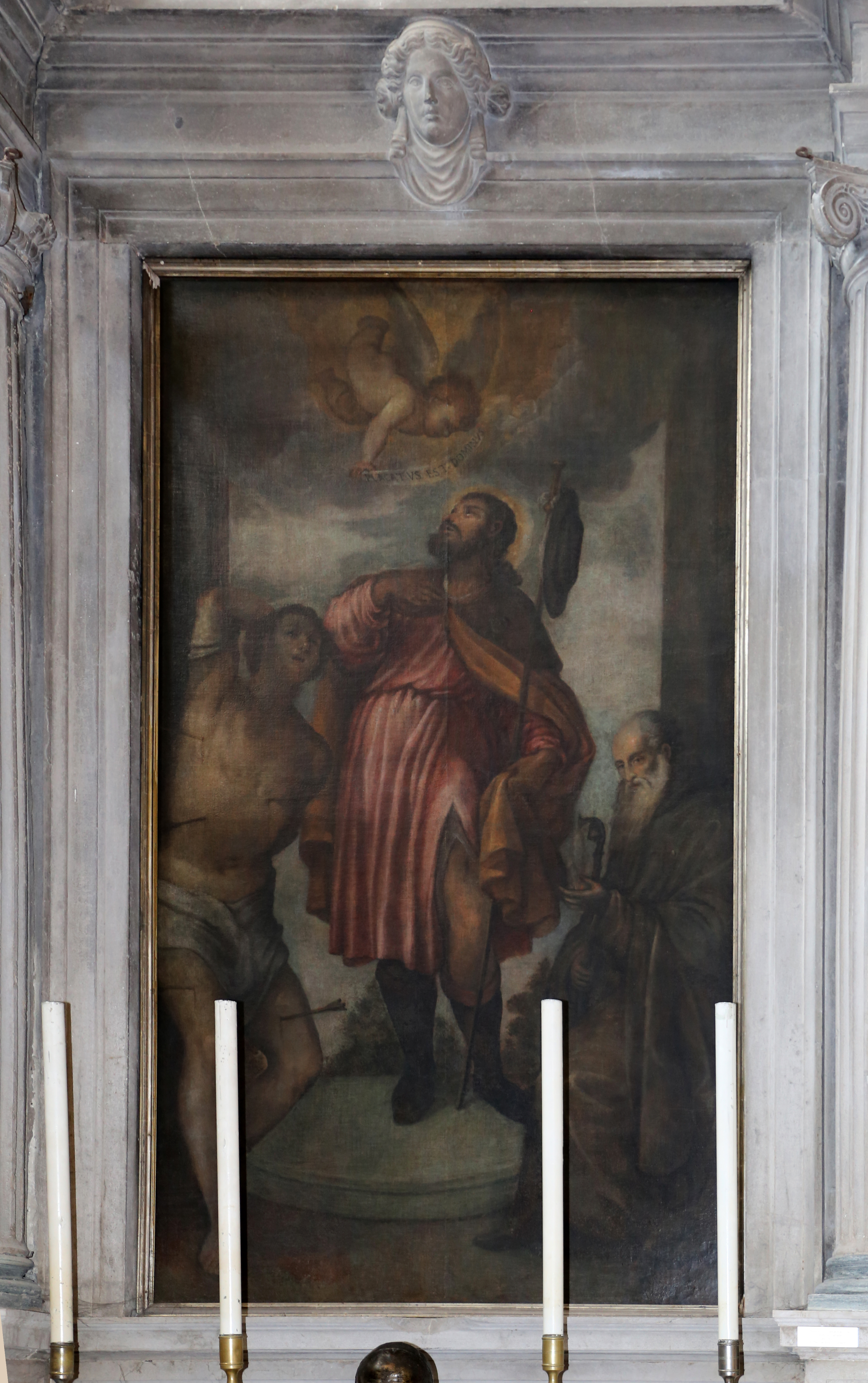
Bernardino Prudenti: Die Heiligen San Rocco, San Sebastiano und Sant'Antonio abbate

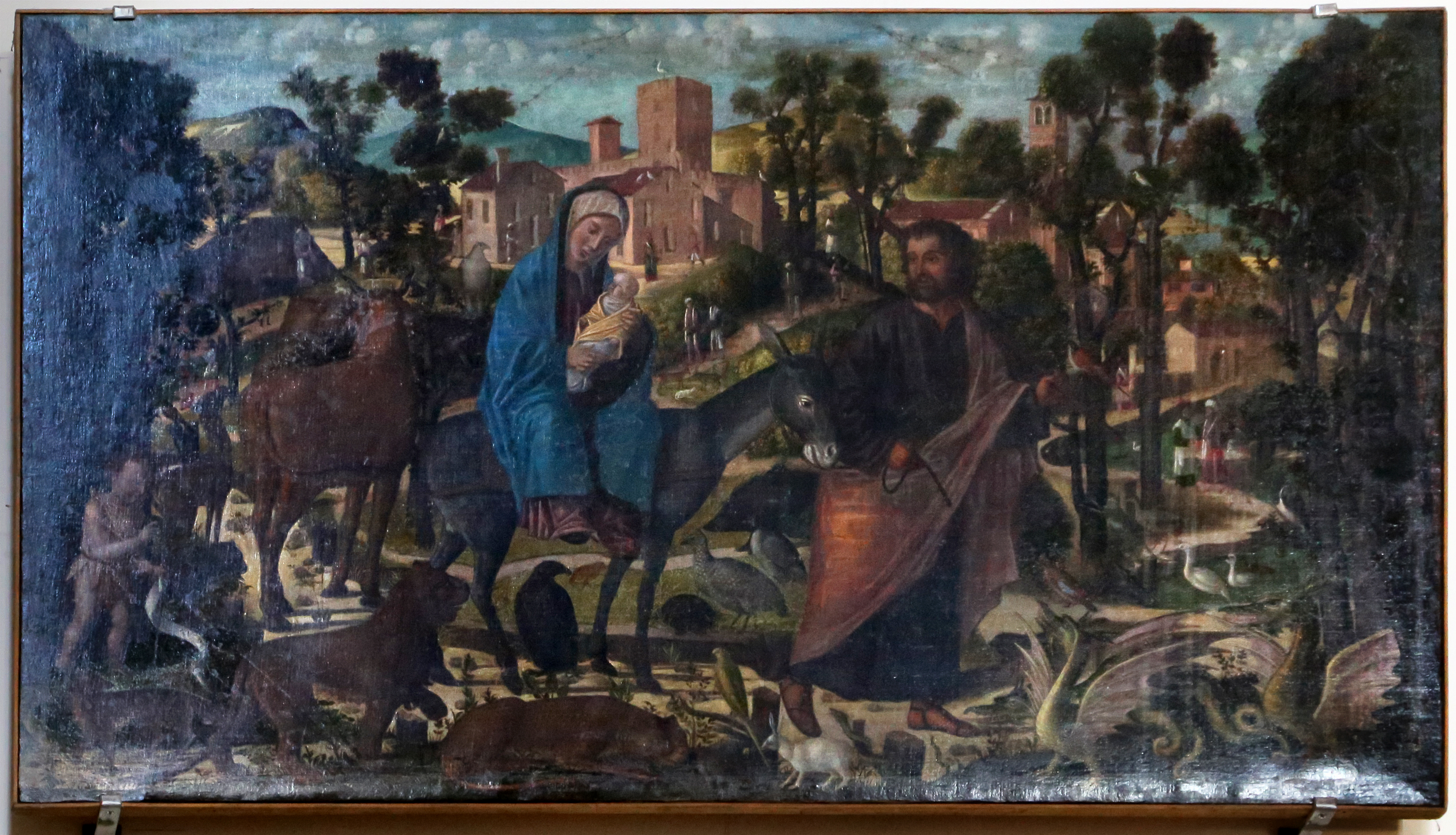
Giovanni Mansueti: Flucht aus Ägypten

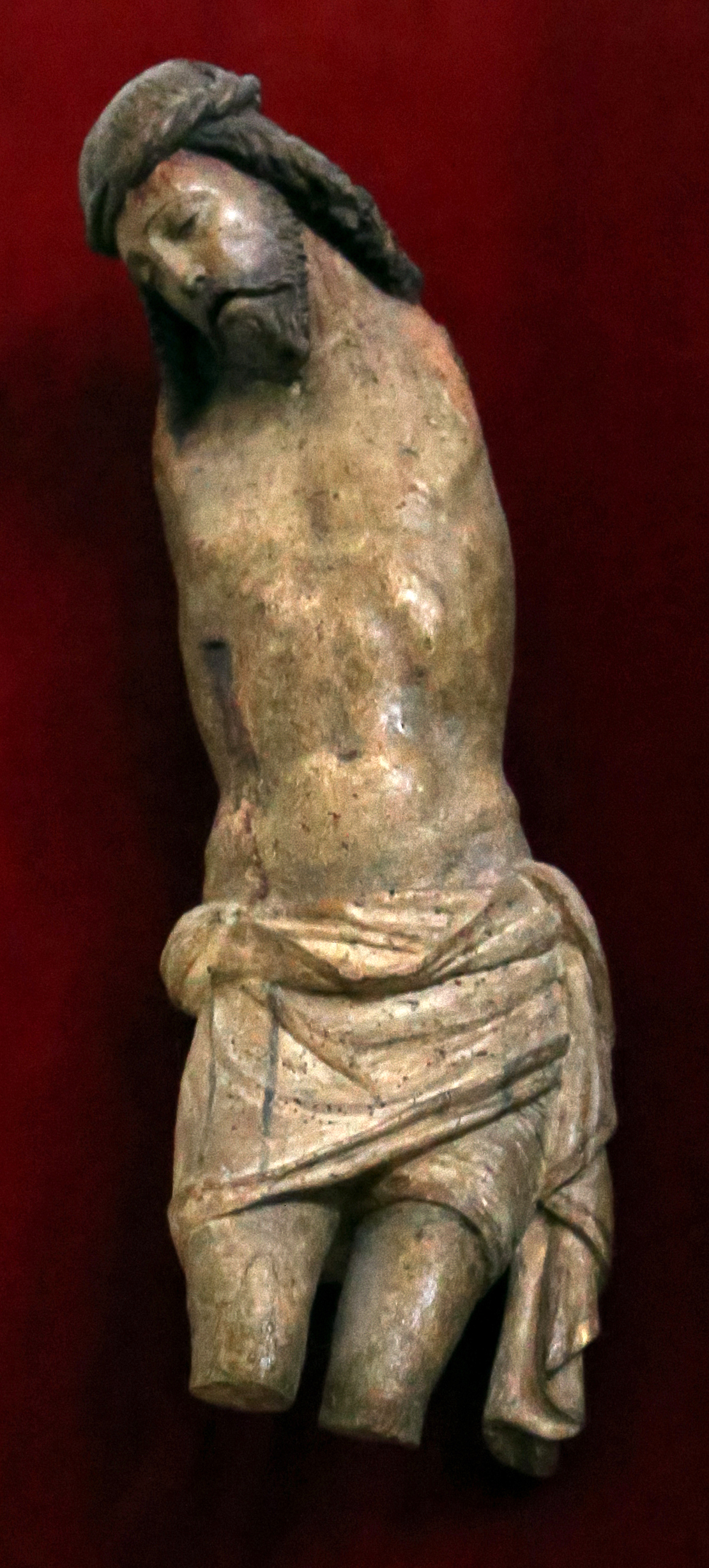
Fragmentarisches Holzkruzifix des 15. Jahrhunderts

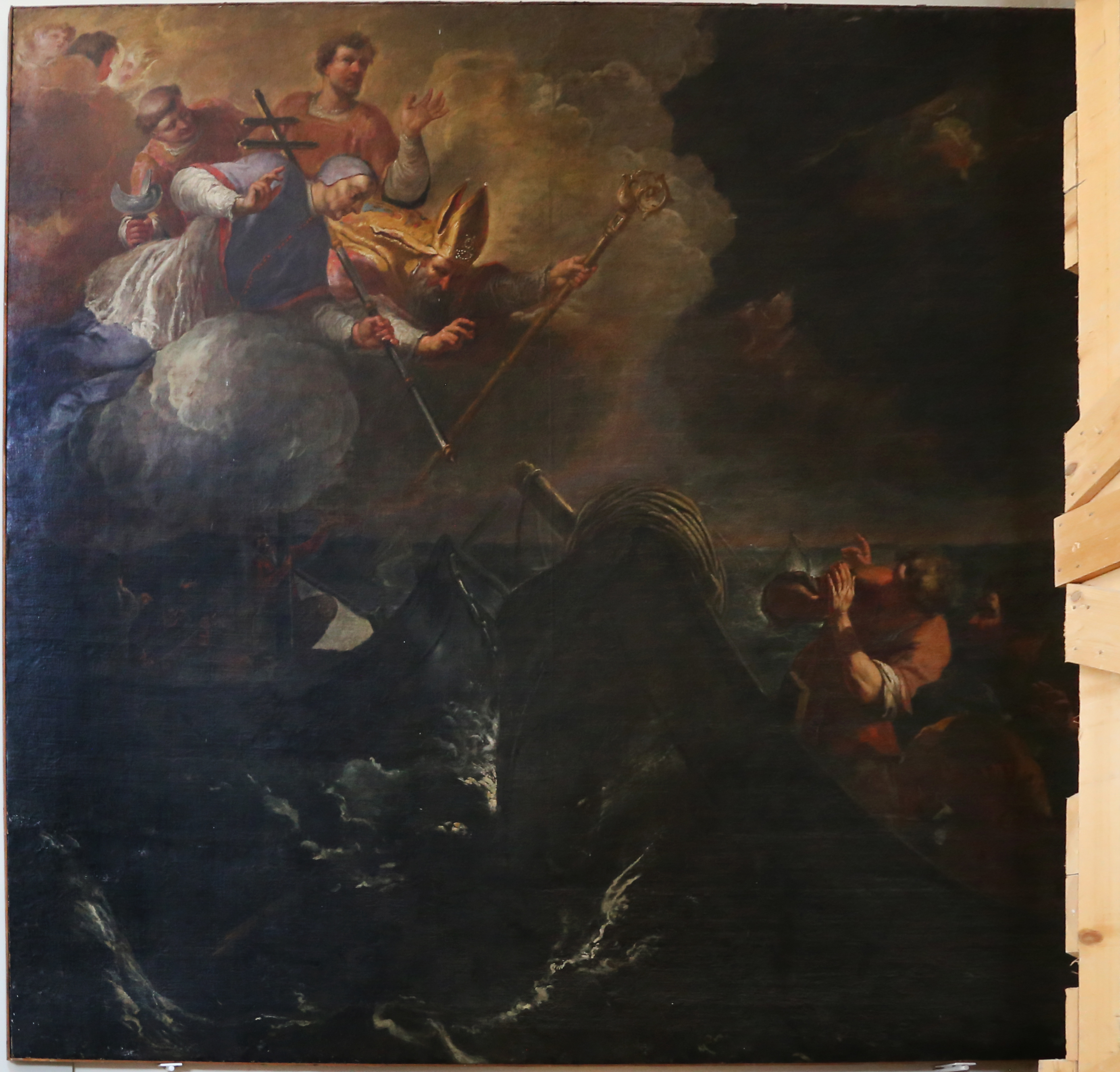
Girolamo Brusaferro: Der heilige Rochus, der heilige Sebastian und der heilige Antonio abbate

Der Grundriss bildet ein lateinisches Kreuz. Den Innenraum birgt eine gewölbte Decke. Neben dem Kirchenschiff befinden sich zwei Seitenkapellen und eine Hauptkapelle.
Nahe dem Eingang, links über dem Taufbecken, befindet sich die Taufe Christi, ein Werk von Francesco Trevisani. Das Gemälde wurde zusammen mit der Kreuzigung von Giambattista Tiepolo um 1725 in Auftrag gegeben. Es ist zu Anfang des linken Seitenschiffs zu sehen. 
Auf dem ersten Altar auf der linken Seite befindet sich ein Gemälde des Malers Bernardino Prudenti: Der heilige Rochus, der heilige Sebastian und der heilige Antonio abbate. Auf dem nächsten Altar, der der Rosenkranzmadonna geweiht ist, befindet sich eine Holzskulptur der Jungfrau mit Kind und zwei Engeln von Vincenzo Cadorin (1854–1925), ein Werk, das 1917 entstand.
In der Seitenkapelle zur Linken des Chors befindet sich das Altarbild Der Ewige Vater zwischen dem Bischof Albano, dem Diakon Dominikus und dem Diakon Orso (1638), das gleichfalls von Prudenti geschaffen wurde. Die drei Heiligen erscheinen auch, zusammen mit dem Patriarchen Lorenzo Giustiniani, in einem Gemälde, das Girolamo Brusaferro zugeschrieben wird. Das Gemälde, das den Transport des Sarkophags der drei Schutzheiligen von Burano durch die Kinder der Insel darstellt, wird Antonio Zanchi zugeschrieben. 
Im rechten Seitenschiff, dessen erster Altar ein Altarbild mit dem Heiligen Antonius von Padua von Alessandro Pomi (1945) aufweist, befinden sich zudem Die Anbetung der Hirten (1732) von Francesco Fontebasso, die Flucht nach Ägypten von Gaspare Diziani und das Altarbild des zweiten Altars von Sante Peranda (1566–1638) mit der Berufung der Apostel am See Genezareth.
In der Sakristei wurden aus Sicherheitsgründen die wichtigsten Gemälde der Kirche aufbewahrt: die erwähnte Kreuzigung von Giambattista Tiepolo, das Altarbild mit Markus und den Heiligen des Malers Girolamo da Santacroce (1541) und die drei Mariengeschichten von Giovanni di Niccolò Mansueti (Verlobung der Jungfrau Maria, Anbetung der Könige (die in zeitgenössischer mamlukischer Kleidung dargestellt sind, was den Zeitgenossen sehr bewusst war, wobei Melchior als einer der drei Könige zudem deren Krone trägt) und Flucht nach Ägypten). Die drei Werke stammen, so Matino (S. 23), ursprünglich aus einer privaten Sammlung, haben häufig den Ort gewechselt, wurden sogar lange auseinandergerissen (Matino, S. 30 f.). Auch findet sich eine Schmerzensmutter von Nicola Grassi (vor 1682 bis etwa 1750) und ein Christus, der von einem Engel gestützt wird, ebenfalls Antonio Zanchi zugeschrieben. 
Die Orgel von 1913 ist ein Werk Vincenzo Mascionis; es ersetzte das Vorgängerinstrument von 1767, das einem Brand zum Opfer gefallen war.